# Церово (община Демир Хисар)
Вижте пояснителната страница за други значения на Церово.
Церово (изписване до 1945 година: Цѣрово; на македонска литературна норма: Церово) е село в община Демир Хисар, Северна Македония.

## География
Разположено е на 970 m надморска височина в Плакенската планина, в югозападната част на община Демир Хисар. Землището на селото се простира по склоновете на планината. Зелището на Церово е 7,7 km2 (652 ha), от които обработваемите площи са 175 ha, но преобладават пасищата с площ от около 213 ha, а горите заемат 175 ha. Селото граничи с Вирово на север, Лесково на изток, Боище на юг и Лева река от община Ресен на изток.

## История
Етимологията на името е от дървото цер. Жителското име е церовец (м.р. ед. ч.), церовци (м. р. мн. ч.), церовка (ж. р. ед. ч.), церовки (ж. р. мн. ч.), а прилагателното е церовски.
В османско преброяване от 1467/1468 година в Церово са отбелязани следните жители: Михо, протогер, Ненче, син на поляк; Петко, син на Георго; Милко; Божик; Петко, Продан; Гьон; Петко, син на Димитри; Данче (Даоче); Леко; Васил поп; Тодор; Яндре Боин; неясно име; Радослав, син на попа; Петко Ковач; Богдан, син на Преспе; Петко Станче, Новак Ковач; вдовица Йована; вдовица Кала; Радослав; Бојко; Гюурица; Васко; Милчин, Киряк. Церовци плащат общо данък 2719 акчета: за пшеница 800, ечемик и посевна глушина – 520, за свине, овце, лен, бостан, воденици, сватбарина и ниябет акчета. Селото има 24 семейства и 2 вдовици, общо 138 жители.
В 1568 година има 11 семейства и 20 неженени или 75 жители.
Селото е споменато в Слепченския поменик от XVI век. В съдебен документ от 1623 година за договор за заем е записано, че на заемодателя Хаджи Хюсеин: „са му длъжни всички жители на село Церово“. В 1639 година селото Церово е регистрирано като християнско село в Битолската каза с 20 къщи. Селото Церово е регистрирано и в 1797 година.
В XIX век Церово е изцяло българско неголямо село в Битолска кааза, нахия Демир Хисар на Османската империя. Църквата „Свети Илия“ в селото е от 1875 година. На 1,5 km западно от селото също има църква „Свети Илия“. Според статистиката на Васил Кънчов („Македония. Етнография и статистика“) от 1900 година Церово има 195 жители, всички българи християни.
На Етнографската карта на Битолския вилает на Картографския институт в София от 1901 година Церово е чисто българско село в Битолската каза на Битолския санджак с 22 къщи.
Цялото население на селото е под върховенството на Българската екзархия. По данни на секретаря на екзархията Димитър Мишев („La Macédoine et sa Population Chrétienne“) в 1905 година в Церово има 160 българи екзархисти.
В 1914 година селото има 327 жители, 1925 година - 238, в 1931 година - 255.
| Година | Жители |
| 1948   | 259    |
| 1953   | 291    |
| 1961   | 211    |
| 1971   | 153    |
| 1981   | 87     |
| 1994   | 10     |
| 2002   | 2      |

Според преброяването от 2002 година селото има 2 жители македонци.
| Националност | Всичко |
| македонци    | 2      |
| албанци      | 0      |
| турци        | 0      |
| цигани       | 0      |
| власи        | 0      |
| сърби        | 0      |
| бошняци      | 0      |
| други        | 0      |

## Личности
Родени в Церово
- Илия Наумов Лазев, български революционер, деец на ВМОРО[9]
- Спиро Наумчев Лозанов, български революционер, деец на ВМОРО[9]
- Танаско Стефанов Марков, български революционер, деец на ВМОРО[10]